# بوسوم (هولندا)
بوسوم Bussum  هي مدينة وبلدية سابقة بمقاطعة شمال هولندا، هولندا، منذ عام 2016 أصبحت جزءاً من بلدية خويسه ميرين.

## طوبوغرافيا
خريطة طوبوغرافية هولندية لبلدية بوسوم ، يونيو 2015، (تقرأ بعد ثلاث نقرات على الخريطة).

## أعلام
- رود هيسب
- هوب روثينجاتير
- جيرلاكوس مويس
- ثيكلا ريوتين
- هندريك سميتس